# 布拉干薩

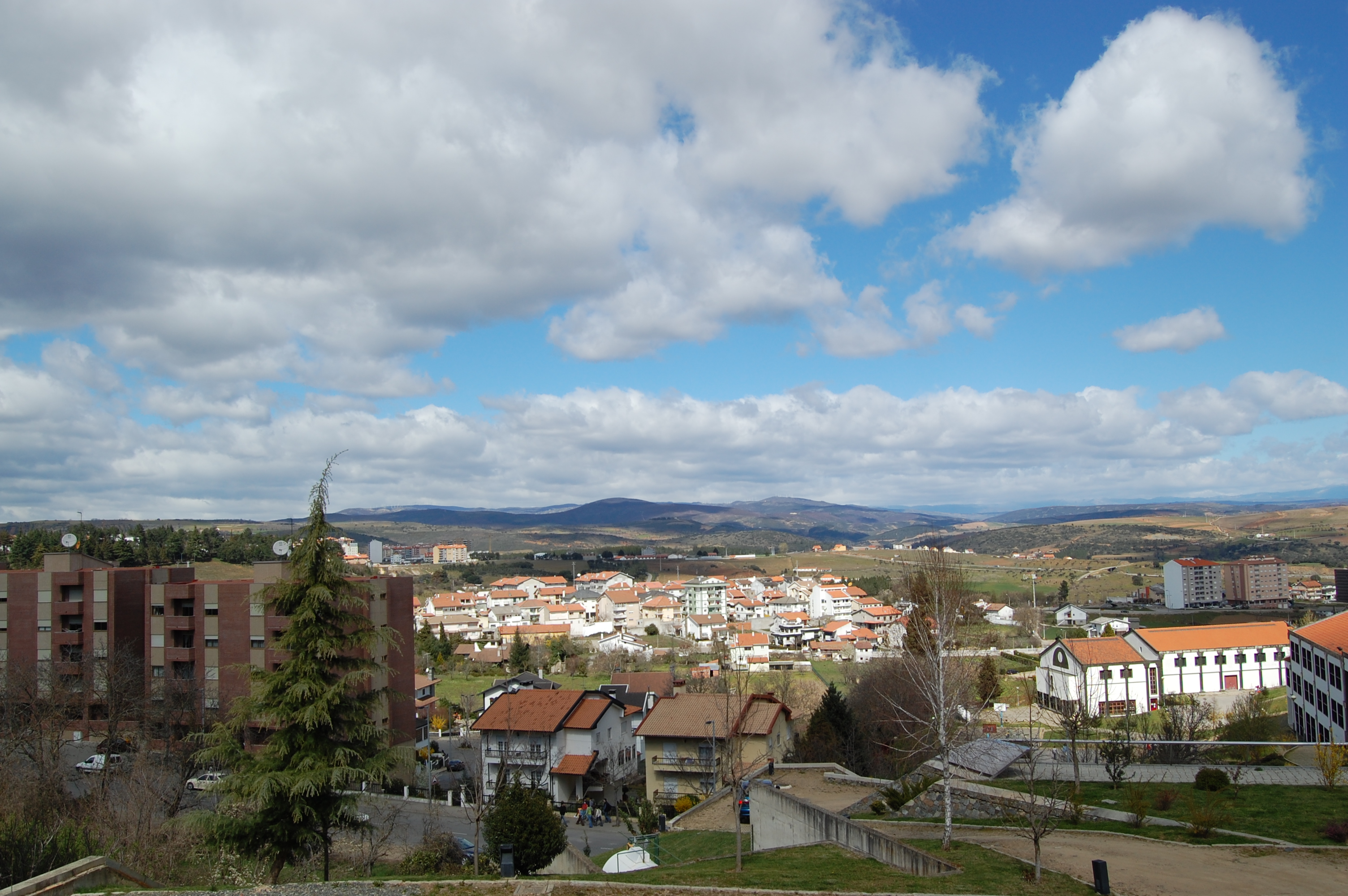
布拉干薩市景

布拉干薩（Bragança）是葡萄牙的一座城市，位於葡萄牙東北部。為布拉干薩區首府。面積1173.57平方公里。2001年，有人口34,774人。

## 外部連結
- Photos from Bragança （页面存档备份，存于）